# Kitaakita
Kitaakita (北秋田市, Kitaakita-shi) est une ville située dans la préfecture d'Akita, au Japon.

## Géographie

### Situation
Kitaakita est située dans le nord de la préfecture d'Akita.

### Démographie
En février 2021, la population de Kitaakita s'élevait à 30 746 habitants, répartis sur une superficie de 1 152,76 km2.

### Hydrographie
Le fleuve Yoneshiro traverse le nord de la ville avant de se jeter dans la mer du Japon, à Noshiro.

## Histoire
La ville de Kitaakita a été créée en 2005 de la fusion des anciens bourgs d'Aikawa, Ani, Moriyoshi et Takanosu.

## Transports
Kitaakita est desservie par la ligne principale Ōu de la JR East et la ligne Akita Nairiku de la compagnie privée Akita Nairiku Jūkan Railway. La gare de Takanosu est la principale gare de la ville.
L'aéroport d'Odate–Noshiro (en) se trouve sur le territoire de la ville.

## Jumelage
Kitaakita est jumelée avec Fengcheng en Chine.